# 遂宁机场
遂宁机场位于四川省遂宁市西南处的南坝区，距离市中心5公里。有一条1200米长的小跑道和1000米长的滑行道，跑道出口4个。机场由中国民航飞行学院遂宁航空站管理，是飞行学院的一个训练基地。根据市政规划，遂宁机场将迁至安居区。

## 历史
为了保护遂宁和重庆，国民政府空军第四大队进驻遂宁机场。1939年9月13日，日军13架战斗机以及36架轰炸机直扑重庆。当敌机飞临万县上空，重庆就发出防空警报。同时，遂宁机场也警报声大作。驻防遂宁机场的空军四大队大队长郑少愚率34架战斗机紧急升空。
1. ↑  .   [2020-10-12]. （原始内容存档于2013-08-26）.